# Ectopleura dumortierii
Ectopleura dumortierii is een hydroïdpoliep uit de familie Tubulariidae. De poliep komt uit het geslacht Ectopleura. Ectopleura dumortierii werd in 1844 voor het eerst wetenschappelijk beschreven door Van Beneden. 